# アルベルト・ロドリゲス (1997年生のサッカー選手)
タチ（Tachi）ことアルベルト・ロドリゲス・バロ（Alberto Rodríguez Baró、1997年9月10日 - ）は、スペイン・フエンラブラダ出身のサッカー選手。CDミランデス所属。ポジションはDF。

## 経歴
2013年にアトレティコ・マドリードのカンテラに加入し、2016-17シーズンにBチームへと昇格した。しかし、トップチームデビューは叶わなかった。
2019年7月19日、デポルティーボ・アラベスに4年契約で移籍した。8月18日、レバンテ戦にてルイス・リオハとの交代でデビュー。
2022年1月26日、CFフエンラブラダに2021-22シーズン終了までレンタル移籍をした。
2023年1月20日、ヴィスワ・クラクフに移籍した。
2023年8月4日、CDミランデスに移籍した。